# Chovrino (station)
Chovrino (Russisch: Ховрино) is een station aan de oktoberspoorweg in het noordwesten van Moskou.  In 2021 zal lijn D3 van het stadsgewestelijk net worden geopend die ook Chovrino zal bedienen. 